# Pinds Café
|  | Denne artikel er oprettet af botten Steenthbot ud fra en ekstern database. Den kan derfor have sproglige fejl eller mangler. Denne skabelon kan fjernes efter kontrol af indholdet. |

Pinds Café er en dansk kortfilm fra 2012 instrueret af Johannes Guttorm Thomsen og efter manuskript af Ditte Svane. Filmen er optaget på cafeen af samme navn, beliggende i Aarhus.

## Handling
På en hyggelig lille beværtning driver skæbnen gæk med den nye afrydder Anders, særlingen Carlo og den unge stamgæst Amanda. Medv.: Ulla Henningsen, Dick Kaysø, Sara Line Møller Olsen, Johannes Guttorm Thomsen